# Даос
Даос (на китайски: 道士, dàoshì) е адепт, който се е посветил на даоизма, това може да бъде отшелник, учител, настоятел на храм, даоистки монах (в манастрски школи) или член на семейство даоси.

## Южен даоизъм
В южните неманастирски школи на даоизма (напр. Школа на Небесните Наставници) даосите се считат за членове на семейството на настоятелите на храма и принадлежността към семейството се передава по наследство, като се счита, че даосите притежават „безсмъртни кости“, и майсторите даоси получават „свидетелство за безсмъртие“. Други критерии също са притежанието на определени реликви, включащи в себе си текстове с литургическо съдържание. Даоси могат да станат също и тези, които е осиновило даоско семейство.
Даосите управляват общината, която е около храма и докладват на боговете за своята дейност.